# Rue des Brusques
La rue des Brusques est une voie située dans le 6e et 7e arrondissement de Marseille. 

## Situation et accès
Il s'agit d'une petite rue allant de la place de la Corderie au haut du Cours Pierre-Puget.
En provençal les « brusques », sont des fagots de bruyères, ou de genêts, secs.

## Historique
En 1801 le préfet Charles-François Delacroix fait construire des entrepôts destinés à recevoir les brusques, c'est-à-dire les fagots de bruyères sèches (en provençal brusc = bruyère) ou de genêts qui servaient à flamber superficiellement les coques des bateaux pour les débarrasser des divers corpuscules (algues, tarets…) qui s’y déposent. Ce stockage à l’extérieur de la ville ordonné par le préfet était une mesure de sécurité qui s’imposait car il y avait un risque élevé d’incendie. Le commerce des brusques faisait l’objet d’un monopole supprimé à la Révolution. Il fit ensuite l’objet d’un privilège accordé aux Hospices de Marseille, aboli en 1867.